# Hilde Sacré
Hilde Sacré (30 oktober 1938 – 6 april 2012) was een Vlaams actrice.
Ze studeerde af in 1960 in de dramatische kunsten aan het Koninklijk Vlaams Conservatorium Antwerpen en speelde mee in verschillende televisiefilms (zoals De man uit het bos (1968), De verbeelding en De wiskunstenaars) en televisieseries (Slisse & Cesar, Magister Maesius (Margareta van Oostenrijk) en Tussen wal en schip).
Ze was als hoorspelactrice onder andere te horen in Een geluk dat we geld hebben (Kirsti Hakkarainen - Jos Joos, 1969), Kaïn die van nergens kwam (Charles Pascarel - Jos Joos, 1970), Manipulatie (Rolf Schneider - Herman Niels, 1972), Verloop van een ziekte (Klas Ewert Everwyn - Herman Niels, 1978) en Een meisje uit Galway (Geraldine Aron - Flor Stein, 1984).
Hilde stierf in 2012 op 73-jarige leeftijd.